# 巴布切
48°40′0″N 24°26′30″E / 48.66667°N 24.44167°E
巴布切（烏克蘭語：Бабче），是烏克蘭西部的村莊，隸屬伊萬諾-弗蘭科夫斯克州的伊萬諾-弗蘭科夫斯克區。該村始建於1406年，面積146.12平方公里，海拔高度492米，2001年人口2,484，人口密度每平方公里146.1人。